# Лудвиг III фон Льовенщайн
Лудвиг III фон Льовенщайн (на немски: Ludwig III von Löwenstein; * 17 февруари 1530, Файхинген; † 13 март 1611, Вертхайм) от род Вителсбахи, е граф на Льовенщайн-Вертхайм.

## Живот
Той е третият син на граф Фридрих I фон Льовенщайн (1502 – 1541) и съпругата му Хелена фон Кьонигсег (1509 – 1566). Внук е на граф Лудвиг I фон Льовенщайн (1463 – 1524) и Хелена фон Кьонигсег (1509 – 1566). Правнук е на курфюрст Фридрих I фон Пфалц (1425 – 1476) и втората му съпруга (морганатичен брак) Клара Тот (1440 – 1520).
На 18 години той отива в императорския двор във Виена, където получава командото на конница от 1000 коне. Малко по-късно той отива в Бургундия и работи там за курфюрст Фридрих II фон Пфалц като негов пратеник в различни дворове. През 1557 г. е изпратен в райхстага в Регенсбург и започва служба като императорски съветник на крал Фердинанд I. През 1559 г. става президент на имперския дворцов съвет. Той е на множество имперски събрания като заместник на император Максимилиан II. Ерцхерцог Карл II от Щирия го прави щатхалтер на Каринтия, Крайна и Щирия.
Лудвиг III се жени на 3 септември 1566 г. за графиня Анна фон Щолберг (* 13 април 1548; † 2 ноември 1599, Бройберг), най-малката дъщеря на Лудвиг фон Щолберг (1505 – 1574), граф на Кьонигщайн, Диц, Рошфор и Вертхайм, и съпругата му Валпурга Йохана фон Вид (ок. 1505 – 1578). Тя е наследничка на графовете на Щолберг и на графовете на Вертхайм и получава Графството Вертхайм на Майн и други територии. След смъртта на тъста му той управлява сменяйки се с другите съпрузи на нейните сестри, граф Филип фон Еберщайн († 1589) и граф Дитрих фон Мандершайд († 1593) и след тяхната смърт с Вилхелм фон Крихинген († 1610), който до смъртта си през 1610 г. е в конфликт с Лудвиг III.
През 1597 г. Лудвиг III определя наследството в Statutum gentilicium. След смъртта му се стига до конфликт между четиримата му синове, Христоф Лудвиг, Лудвиг IV, Волфганг Ернст и Йохан Дитрих, и собствеността е поделена през 1611 и 1613 г.

## Деца
Лудвиг III и Анна имат децата: 
- Христоф Лудвиг (1568 – 1618), граф на Льовенщайн-Вертхайм-Вирнебург, женен

∞ 1592 за графиня Елизабет Амалия фон Мандершайд-Шлайден (1569 – 1621), наследничка на Графство Вирнебург
- Лудвиг IV (1569 – 1635), граф на Льовенщайн-Вертхайм, женен

∞ 1605 за Гертруд фон Шутцбар наричана Милхлинг (1569 – 1635)
∞ 1634 за графиня Юлиана фон Вид-Рункел (1580 – 1634), дъщеря на граф Вилхелм IV фон Вид-Рункел (1560 – 1612) и Йохана Сибила (1564 – 1636), дъщеря на граф Филип V фон Ханау-Лихтенберг
- Валбурга (1571 – 1575)
- Йохан Филип (1572 – 1574)
- Валбурга (1575 – 1630)
- Фридрих (1577 – 1610)
- Волфганг Ернст (1578 – 1636), женен

∞ 1625 за графиня Барбара фон Хоенлое-Валденбург-Лангенбург (1592 – 1665)
- Лео (1580)
- Йохан Дитрих (1585 – 1644), граф на Льовенщайн-Вертхайм-Рошфор, женен

∞ 1610 за Йосина де ла Марк, графиня на Рошфор (1583 – 1626)
∞ за Мария Сибила фон Думерсмюнден († 1656)
- Катарина Елизабет (1586 – 1634)